# Beňuš
Beňuš (maďarsky Benesháza) je obec na Slovensku v okrese Brezno. Leží u řeky Hron, mezi Nízkými Tatrami a Slovenským Rudohořím.
V obci se nachází římskokatolický kostel Panny Marie Nanebevzaté z roku 1778, kaple sv. Jana Nepomuckého z roku 1910 a památník SNP. V obci se také nachází mateřská škola, v níž je i školní jídelna a základní škola, do které docházejí děti z Gašparova, Filipova, Braväcova a Bacúchu.

## Místní části
K obci patří i místní části Gašparovo a Filipovo.

## Historie
Obec byla původně hornická. V roce 1957 byly od obce odděleny části Braväcovo, Podholí a Srnkovo, které vytvořily samostatnou obec Braväcovo.

### Vývoj názvu obce
- 1380 – Beneshawa
- 1563 – Benusch, Benesioum
- 1808 – Buňuš
- 1920 – Beňuša
- 1927 – Beňuš